# Jean de La Tousche d'Avrigny
Pour les articles homonymes, voir La Tousche.
Jean-Marie Joseph Gabriel Donatien de La Tousche d'Avrigny est un historien français né à Saint-Même-le-Tenu le 6 avril 1903 et mort à Angers le 6 septembre 1978.

## Biographie
Fils de Roger de La Tousche d'Avrigny et d'Alix de Chevigné, Jean de La Tousche épouse France d'Aviau de Ternay.
Il est président des Amis de La Rochejaquelein. Il reçoit le grand prix Gobert de l'Académie française en 1949.

## Publications
- Le Diamant de Dieu : la mission de saint André Hubert Fournet, 1752-1834, fondateur des Filles de la Croix avec sainte Jeanne-Élisabeth Bichier des Âges, 1773-1838, 2007
- Messieurs de La Rochejaquelein, Perrin, 1985
- Monsieur Henri, Henri de La Rochejaquelein, 1772-1794, préface d'Auguste de La Force, 1948 ;  réédité en 2022 par éditions de chiré avec préface de Philippe de Villiers, en postface celle d'Auguste de La Force.